# خرم‌روز

خرم روز (زادروز خورشید) روز اول از ماه دی است و به مناسبت برخورد نام روز با نام ماه که نام خداوند نیز بود، در ایران باستان جشن گرفته می‌شد. روزی بزرگ بود مشحون از آداب و مراسم دینی و غیر دینی. زرتشتیان به ویژه پارسیان این روز را بسیار محترم شمرده و آن را دی دادار جشن می‌نامند.

## نام
واژه‌ی «دی» در اوستا به صورت دَثوش (Dathush) و دَذوَ (Dadhva) آمده است و در فارسی نو به شکل «دی» شناخته می‌شود. این واژه ویژگی‌ای است که به معنای دادار، آفریننده، و پروردگار به کار می‌رود و از ریشه‌ی «دا» (Da) گرفته شده است که به معنای دادار و آفریدگار است و در نامه‌های اوستایی اغلب به جای واژه اهورامزدا به کار رفته‌است.

## جشن های چهارگانه دیگان
اگر با نام سی روز ماه توجه کنید، مشاهده می‌نمایید که روزهای هشتم، پانزدهم و بیست و سوم هر ماه به نام دی (روز) نام‌گذاری شده که برای تمیز آن‌ها از یکدیگر، هر یک به نام روز بعدش خوانده شده‌است و اورمزد که آن هم نام خداوند می‌باشد. بدین گونه اورمزد، دی به آذر، دی به مهر و دی به دین بنابراین در ماه دی چهار روز به نام خدا نامیده شده‌است.

### جشن دیگان نخست
ابوریحان بیرونی می‌گوید: «دی‌ماه را خورماه نیز گویند. نخستین روز آن خُرَّم روز است واین روز و این ماه هر دو به نام خدای تعالی که هرمزد است، نامیده شده است. عادت ایرانیان چنین بود که پادشاه  از تخت شاهی پایین می‌آمد، جامه‌ی سپید می‌پوشید، در بیابان بر فرش‌های سپید می‌نشست وبدون هیچ تنگنایی و رو در رو با مردمان هم‌سخن می‌شد؛ با برزیگران بر یک سفره خوراک می‌خورد و می‌گفت: «امروز من یکی ازشما هستم، زیرا پایداری دنیا به کارهایی است که به‌دست شما انجام می‌شود و پایداری عمارتِ آن هم به پادشاه است.»
«مردم درروز نخست دی‌ماه در آتشکده به نیایش اورمزد می‌پرداخته و”اورمزدیشت” می‌سروده‌اند.»

### جشن دیگان دوم
روز هشتم دی‌ماه، که با نام «دی» شناخته می‌شود، به دلیل هم‌نامی روز و ماه، به عنوان جشن گرامی داشته می‌شده است. گمان می‌رود که آیین‌های مربوط به این جشن در گذر زمان فراموش شده باشند.

### جشن دیگان سوم
روز پانزدهم هر ماه «دی‌به‌مهر» نام دارد. به مناسبت برخورد نام ماه و روز در دی‌ماه، این روز جشن گرفته می‌شده و به دیگان یا «دیبگان» یا «تبیکان» نامور بوده است. ابوریحان بیرونی می‌گوید: «در این روز از خمیر یا گل، تندیسی به شکل انسان می‌سازند و در دالان خانه‌ها می‌گذارند و در زمان ما برای این‌که مانند کارهای مشرکان است، ترک شده است.»
خلف تبریزی می‌گوید: «سپس تندیس را می‌سوزانند چون باور بر این است که همه‌ی دردها به آن منتقل شده ونابود می‌گردد؛ معتقد بودند که، هر کس در شب این روز سوسن دودکند همه‌ی سال به شادمانی می‌گذراند؛ وهر کس در بامداد این روز سیب بخورد و نرگس ببوید همه‌ی سال بی‌گزند مانَد.»
ازجمله رویدادهای ملی-تاریخی این روز «فریدون‌شاه در چنین روزی از شیر گرفته شده وبر گاونشسته است؛ اشوزرتشت در این روز از ایران به بلخ کوچیده است»

### جشن دیگان چهارم
روز بیست‌وسوم هر ماه «دی‌به‌دین» است. به مناسبت برخورد نام ماه و روز در دی‌ماه، این روزجشن گرفته می‌شده است و به جشن دیگان نامور بوده است. شوربختانه آیین‌های این جشن تا روزگارما نپاییده است.
دی به‌چم آفریدگار است و از این رو در ایران باستان این چهار روز مردم دست از کار کشیده و به نیایش‌گاه‌ها رفته و به ستایش و نیایش پروردگار می‌پرداختند.

## زایش خورشید
آخرین شب آذر ماه بلندترین شب سال و آخرین روز آذر کوتاه‌ترین روز سال است. پیروان آیین مهر روز اول دی را روز تولد خورشید می‌دانستند، چون از این روز به تدریج خورشید بیشتر در آسمان می‌پاید و شب‌ها کوتاه‌تر و روزها بلندتر می‌شود. ایرانیان سال را در دوره‌ای از ادوار تاریخی خود از آغاز زمستان و ماه دی یا روز خورشید و ماه خداوند آغاز می‌کردند و در واقع نوروزشان بود.

## بخش بندی روزهای ماه
کسانی چون نیبرگ و کریستن سن بر آنند که این تقسیم و نام‌گذاری دلالت بر آن دارد که در گاه‌شماری اوستایی نیز هفته وجود داشته‌است یا به هر حال ماه را به چهار بخش تقسیم می‌کرده‌اند؛ در مواضعی که نام خداوند یا صفت وی تکرار می‌شده، اما به این نظر ایرادات و انتقادهای بسیاری شده و مورد قبول نگرفته‌است.